# فویانو دلا کیانا
فویانو دلا کیانا (به ایتالیایی: Foiano della Chiana) یک کومونه در ایتالیا است که در استان آرتزو واقع شده‌است.

## خصوصیات
فویانو دلا کیانا ۴۰٫۸۲ کیلومترمربع مساحت و ۹٬۵۵۲ نفر جمعیت دارد و ۳۱۸ متر بالاتر از سطح دریا واقع شده‌است.